# Lepeophtheirus remiopsis
Lepeophtheirus remiopsis är en kräftdjursart som beskrevs av Masahiro Dojiri 1979. Lepeophtheirus remiopsis ingår i släktet Lepeophtheirus och familjen Caligidae. Inga underarter finns listade i Catalogue of Life.